# Kristijan Đurasek
Kristijan Đurasek (Varaždin, 26 luglio 1987) è un ciclista su strada croato, squalificato fino al 2023 per violazione del regolamento antidoping. Attivo tra gli Under-23/Elite dal 2006, nel 2015 ha vinto una tappa al Tour de Suisse e il Presidential Cycling Tour of Turkey.

## Carriera
Đurasek inizia a correre da Under-23/Elite nel 2006 con il team Continental sloveno Perutnina Ptuj. Due anni dopo passa alla Loborika, squadra Continental croata. Nel 2011 si aggiudica il titolo nazionale su strada sia in linea che a cronometro; nello stesso anno ottiene i primi successi in corse del circuito UCI Europe Tour, facendo suoi il Trofeo Bastianelli e il Gran Premio Folignano.
Nel 2012, tra le file dell'Adria Mobil, non coglie successi, riesce però a ottenere alcuni piazzamenti come il terzo posto al Gran Premio Industria e Artigianato, la settima piazza al Giro dell'Appennino e la nona al Giro di Padania. Il successo più importante lo ottiene però nel 2013, gareggiando con il team World Tour Lampre-Merida, quando vince la Tre Valli Varesine. Nello stesso anno partecipa per la prima volta al Giro d'Italia.
Nell'aprile 2017 si impone nella seconda tappa del Giro di Croazia, un arrivo in salita di 12 km, grazie ad un allungo all'interno del chilometro finale, conquistando anche la maglia di leader. Tuttavia il giorno successivo, a causa di una caduta, si infortuna perdendo oltre due minuti dal gruppo dei migliori. A causa dell'infortunio non prende il via della quarta frazione.
Nel maggio 2019 viene sospeso dalla sua squadra per il coinvolgimento nell'Operazione Aderlass, un'inchiesta austriaca relativa a pratiche di doping ematico; nel novembre dello stesso anno viene squalificato dall'Unione Ciclistica Internazionale per quattro anni, fino al 14 maggio 2023, per violazione del regolamento antidoping (uso di metodi o sostanze proibite) nel periodo 2016-2019.

## Palmarès
- 2007 (Perutnina Ptuj, due vittorie)

Campionati croati, Prova in linea Under-23
Utrka u magli
- 2008 (Perutnina Ptuj, una vittoria)

Utrka u magli
- 2009 (Loborika, una vittoria)

Campionati croati, Prova in linea Under-23
- 2010 (Loborika, una vittoria)

Utrka u magli
- 2011 (Loborika-Favorit Team, quattro vittorie)

Campionati croati, Prova a cronometro
Campionati croati, Prova in linea
Gran Premio Folignano
Trofeo Internazionale Bastianelli
- 2013 (Lampre-Merida, una vittoria)

Tre Valli Varesine
- 2015 (Lampre-Merida, due vittorie)

Classifica generale Presidential Cycling Tour of Turkey
1ª tappa Tour de Suisse (Risch-Rotkreuz > Risch-Rotkreuz)
- 2017 (UAE Team Emirates, una vittoria)

2ª tappa Giro di Croazia (Traù > Biocovo)

## Piazzamenti

### Grandi Giri
- Giro d'Italia

2013: 68º
- Tour de France

2014: 46º
2015: 76º
2016: 51º
2017: 50º
2018: 40º
- Vuelta a España

2015: 63º
2016: 67º

### Classiche monumento
- Giro di Lombardia

2013: 25º
2014: 42º
2016: ritirato
2017: ritirato

### Competizioni mondiali
- Campionati del mondo

Verona 2004 - In linea Juniors: 81º
Verona 2005 - In linea Juniors: 44º
Salisburgo 2006 - In linea Under-23: 77º
Stoccarda 2007 - In linea Elite: ritirato
Varese 2008 - In linea Under-23: ritirato
Copenaghen 2011 - In linea Elite: 142º
Limburgo 2012 - In linea Elite: 117º
Limburgo 2012 - Cronometro a squadre: 27º
Toscana 2013 - In linea Elite: ritirato
Ponferrada 2014 - In linea: 47º
Richmond 2015 - In linea Elite: ritirato
- Giochi olimpici

Londra 2012 - In linea: 68º
Rio de Janeiro 2016 - In linea: 18º